# Randia guerrerensis
Randia guerrerensis är en måreväxtart som beskrevs av David H. Lorence och Rodr.Acosta. Randia guerrerensis ingår i släktet Randia och familjen måreväxter. Inga underarter finns listade i Catalogue of Life.